# Half a Bride
Half a Bride is een Amerikaanse dramafilm uit 1928 onder regie van Gregory La Cava.

## Verhaal
Patience Winslow wil deelnemen aan een proefhuwelijk. Haar vader is erop tegen en hij ontvoert zijn dochter met zijn jacht. Patience wil ontsnappen en ze springt overboord. Kapitein Edmunds wil haar redden, maar ze komen samen in een storm terecht. Ze stranden op een onbewoond eiland en daar wordt Patience langzaamaan verliefd op Edmunds.

## Rolverdeling
| Acteur              | Personage        |
| ------------------- | ---------------- |
| Esther Ralston      | Patience Winslow |
| Gary Cooper         | Kapitein Edmunds |
| William Worthington | Mijnheer Winslow |
| Freeman Wood        | Jed Sessions     |
| Mary Doran          | Betty Brewster   |
| Guy Oliver          | Scheepsingenieur |
| Ray Gallagher       | Scheepsingenieur |